# ایگد
ایگد (عبری: אֶגֶד‎) شرکت ترابری اسرائیلی است، که در سال ۱۹۳۳ تأسیس شد.